# Högsäter
Högsäter – miejscowość (tätort) w Szwecji, w regionie administracyjnym (län) Västra Götaland, w gminie Färgelanda.
Według danych Szwedzkiego Urzędu Statystycznego liczba ludności wyniosła: 715 (31 grudnia 2015), 736 (31 grudnia 2018) i 758 (31 grudnia 2019).